# Hanksville (Utah)
Hanksville es una pequeña localidad en el condado de Wayne, estado de Utah, Estados Unidos. Se estima que en 2003 tenía una población de 197 habitantes. No hay datos en el censo del estado del año 2000.
Se encuentra en la unión de las carreteras estatales 24 (Utah State Route 24) y SR-95 (Utah State Route 95). Está en la confluencia del río Fremont y Muddy Creek, que juntos forman el río Dirty Devil, que desembocan al río Colorado River. Hanksville también se encuentra cerca de las montañas Henry, lugar de la mina de bromuro abierta en 1889 por J. C. Summer y Jack Butler.

## Historia
La localidad procede de un asentamiento de 1882. Fue conocida por un tiempo por el nombre que se le daba a la zona, Graves Valley, pero no fue incorporada hasta el 6 de enero de 1999. El Pony Express llegó en 1883, y la localidad tomó el nombre de Hanksville en 1885. El REA (Rural Electrification Administration, Administración Rural de Electrificación) llevó electricidad a la comunidad en 1960. 

## Economía
Actualmente la agricultura, la minería y el turismo son las principales actividades económicas de la localidad. El Desierto de Marte (Mars Desert Research Station) se encuentra a unos 18 km al noreste de Hanksville.

## Geografía
Alpine se encuentra en las coordenadas 38°22′22″N 110°42′50″O / 38.37278, -110.71389. A una altitud de 1.308 m.